# استان خوزه ماریا لینارس
استان خوزه ماریا لینارس (به اسپانیایی: Provincia de José María Linares) یکی از استان‌های بولیوی در بولیوی است که در شهرستان پوتوسی واقع شده‌است. استان خوزه ماریا لینارس ۴٬۸۴۳ کیلومتر مربع مساحت و ۵۰٬۸۹۹ نفر جمعیت دارد.